# Anubis: The Ride
Anubis: The Ride in Plopsaland Belgium (De Panne, Westflandern, Belgien) ist eine Stahlachterbahn vom Modell Launch Coaster 600 des Herstellers Gerstlauer Amusement Rides, die am 5. April 2009 eröffnet wurde. Bereits am 4. April durften Kunden des Internetdienstanbieters telenet.be die Bahn fahren. Sie ist die einzige Auslieferung der Launch-Coaster-Variante 600 des Herstellers.
Die Fahrt basiert auf der niederländischen Fernsehserie Het Huis Anubis (deutsche Version: Das Haus Anubis), in der eine Gruppe von Teenagern einen Schatz in ihrem Internat suchen.
Die 600 m lange Strecke erreicht eine Höhe von 34 m und besitzt drei Inversionen: einen Dive-Loop, einen Immelmann und einen Korkenzieher. Die Wagen werden mittels LSM innerhalb von 2 Sekunden auf 90 km/h beschleunigt.

## Wagen
Anubis: The Ride besitzt drei Wagen. In jedem Wagen können sechs Personen (drei Reihen à zwei Personen) Platz nehmen. Als Rückhaltesystem kommen Schulterbügel zum Einsatz.